# Лукины
Лукины — дворянские роды.
Опричником Ивана Грозного числился Владимир Лукин (1573).
В Гербовник внесены две фамилии Лукиных, из коих вторая фамилия разделяется на две ветви:
1. Лукиных, предки которых жалованы поместьями в 1622 году (Герб. Часть IV. № 86).
2. а) Потомство Семёна Афанасьевича Лукина, вёрстанного поместным окладом в 1681 году(Герб. Часть III. № 116).

б) Ветвь этой же фамилии: потомство Архипа Алексеевича Лукина, пожалованного дипломом в 1748 году (Герб. Часть VIII. № 117).
Первый восходящий к началу XVII века, внесён в VI часть родословной книги Смоленской губернии.
Второй  — потомство Семёна Афанасьевича Лукина, вёрстанного поместным окладом в 1681 г., а также ветвь его, от лейб-кампанца Архипа Алексеевича Лукина, участника дворцового переворота 1741 года — внесён в VI часть родословной книги Симбирской губернии.
Помимо упомянутых, известны ещё 43 рода Лукиных, позднейшего происхождения.

## Описание гербов

#### Герб. Часть IV. № 86.
Герб рода Лукиных: щит разделён горизонтально на две части, из которых в верхней части изображено волнующееся море, а в нижней части в красном поле, три страусовых пера. Щит увенчан обыкновенным дворянским шлемом и дворянской на нем короной, на поверхности которой виден выходящий олень. Намёт на щите красный, подложенный серебром.

#### Герб. Часть VIII. № 116.
Герб потомства Семёна Афанасьевича Лукина: в щите, имеющем серебряное поле, диагонально с правого верхнего угла, изображён красного цвета брус с тремя зубцами и на них золотыми к левой стороне обращёнными полумесяцами. Щит увенчан дворянским шлемом и короной со страусовыми перьями, по сторонам которых видны два чёрных орлиных крыла и на них по три серебряные звезды. Намёт на щите серебряный, подложенный красным и чёрным.

#### Герб. Часть VIII. № 117.
Герб потомства Архипа Алексеевича Лукина: щит разделён перпендикулярно на две части, в правой в чёрном поле между тремя серебряными звёздами находится золотое стропило, с означенными на нём тремя горящими гранатами. Левая часть содержит в серебряном поле красный чёрным мурованный брус положенный наподобие правой перевязи, с тремя зубцами и на них тремя красными же к левой стороне обращёнными полумесяцами.
Щит увенчан дворянским шлемом, на котором наложена Лейб-Компании Гренадерская шапка со страусовыми перьями красного и белого цвета, и по сторонам этой шапки видны два чёрные орлиные крыла с тремя на каждом серебряными звёздами. Намёт на щите красного и чёрного цвета, подложен серебром и золотом. Герб рода Лукиных внесён в Часть 8 Общего гербовника дворянских родов Всероссийской империи, стр. 117.

#### Герб. Часть XVI. № 61.
Герб поручика Владимира Петровича Лукина с потомством: в голубом щите три золотых хлебных снопа (два вверху, один внизу). Над щитом дворянский коронованный шлем. Нашлемник — серебряный золотой рукояткой меч с остриём вниз, по бокам по два воинских значка (флажка): верхние голубые, нижние золотые. Все на чёрных древках. Намёт голубой, подложенный золотом.

#### Герб. Часть XVI. № 123.
Герб коллежского советника Александра Лукина: в серебряном щите, на зеленой земле, красная крепостная стена с открытыми воротами и поднятой красной решёткой. В воротах голубой крест с широкими концами. В чёрной главе щита, в ряд три золотые пчелы. Над щитом дворянский коронованный шлем. Нашлемник — пять страусовых перьев: среднее — красное, второе — серебряное, третье — золотое, четвертое — красное, пятое — чёрное (а первое какое ?). Намёт справа красный, подложен серебром, слева чёрный, подложен золотом.

## Известные представители
- Лукин Василий Лукин — патриарший дьяк (1605).
- Лукин Федосей Лукин — дьяк (1605).
- Лукин Леонтий — подьячий, воевода в Цывильске (1626).
- Лукин Никита — подьячий, воевода в Севске (1627).
- Лукин Игнатий — подьячий, дьяк (1629), воевода в Курмыше (1633).
- Лукин Григорий — дьяк (1640), воевода в Пскове (1635—1638), в Тобольске (1646), в Астрахани (1652—1653).
- Лукин Иван — воевода в Борисове (1658).
- Лукин Григорий Петрович — стольник (1671), стольник царицы Натальи Кирилловны (1676), стольник (1677—1686).
- Лукин Денис Осипович — стольник (1669—1692).
- Лукин Иван Денисович — стольник, воевода в Олонце (1680—1682).
- Лукин Иван Денисович — стольник и генерал (1692)[7][8].
- Лукин — прапорщик Павловского гренадёрского полка, погиб под Прейсишъ-Эйлау (1807)[2].